# Инфрециря (Долж)
Инфрециря (рум. Înfrățirea) — село у повіті Долж в Румунії. Входить до складу комуни Булзешть.
Село розташоване на відстані 178 км на захід від Бухареста, 32 км на північ від Крайови.

## Населення
За даними перепису населення 2002 року у селі проживали 223 особи, усі — румуни. Усі жителі села рідною мовою назвали румунську.